# Pierre Brun (basket-ball)
Pour les articles homonymes, voir Pierre Brun et Brun.
Pierre Brun, né le 25 septembre 1996, au Chesnay, en France, est un joueur français de basket-ball. Il évolue au poste d'ailier fort.

## Biographie
Après cinq saisons passées à la Chorale de Roanne, il est prêté en Pro B à l'UJAP Quimper pour la saison 2019-2020. Auteur d'une saison qu'il juge décevante avec 9,8 minutes de moyenne par match, il s'engage, au mois de juin 2020, à Challans, club de NM1 où il espère trouver plus de temps de jeu.